# Cup of China de 2016
Cup of China de 2016 foi a décima quarta edição da Cup of China, um evento anual de patinação artística no gelo organizado pela Associação Chinesa de Patinação (em inglês:  Chinese Skating Association), e que fez parte do Grand Prix de 2016–17. A competição foi disputada entre os dias 18 de novembro e 20 de novembro, na cidade de Pequim, China.

## Eventos
- Individual masculino
- Individual feminino
- Duplas
- Dança no gelo

## Medalhistas
| Evento                        | Ouro                                             | Prata                                 | Bronze                                          |
| Individual masculino detalhes | Patrick Chan · Canadá                            | Jin Boyang · China                    | Sergei Voronov · Rússia                         |
| Individual feminino detalhes  | Elena Radionova · Rússia                         | Kaetlyn Osmond · Canadá               | Elizaveta Tuktamysheva · Rússia                 |
| Duplas detalhes               | Yu Xiaoyu · Zhang Hao · China                    | Peng Cheng · Jin Yang · China         | Lubov Ilyushechkina · Dylan Moscovitch · Canadá |
| Dança no gelo detalhes        | Maia Shibutani · Alex Shibutani · Estados Unidos | Kaitlyn Weaver · Andrew Poje · Canadá | Alexandra Stepanova · Ivan Bukin · Rússia       |

## Resultados

### Individual masculino
| Pos.              | Nome             | Nacionalidade    | Pontos | PC         | PL          |
| ----------------- | ---------------- | ---------------- | ------ | ---------- | ----------- |
| Medalha de ouro   | Patrick Chan     | Canadá           | 279.72 | 83.41 (3)  | 196.31 (1)  |
| Medalha de prata  | Jin Boyang       | China            | 278.54 | 96.17 (1)  | 182.37 (2)  |
| Medalha de bronze | Sergei Voronov   | Rússia           | 243.76 | 82.93 (4)  | 160.83 (4)  |
| 4                 | Max Aaron        | Estados Unidos   | 242.74 | 81.67 (5)  | 161.07 (3)  |
| 5                 | Yan Han          | China            | 230.19 | 75.04 (8)  | 155.15 (5)  |
| 6                 | Alexander Petrov | Rússia           | 228.44 | 74.21 (9)  | 154.23 (6)  |
| 7                 | Maxim Kovtun     | Rússia           | 221.43 | 70.10 (10) | 151.33 (7)  |
| 8                 | Daniel Samohin   | Israel           | 213.51 | 83.47 (2)  | 130.04 (10) |
| 9                 | Ross Miner       | Estados Unidos   | 213.34 | 76.73 (6)  | 136.61 (8)  |
| 10                | Michal Březina   | República Tcheca | 211.77 | 75.86 (7)  | 135.91 (9)  |

### Individual feminino
| Pos.              | Nome                   | Nacionalidade  | Pontos | PC         | PL          |
| ----------------- | ---------------------- | -------------- | ------ | ---------- | ----------- |
| Medalha de ouro   | Elena Radionova        | Rússia         | 205.90 | 70.75 (2)  | 135.15 (1)  |
| Medalha de prata  | Kaetlyn Osmond         | Canadá         | 196.00 | 72.20 (1)  | 123.80 (3)  |
| Medalha de bronze | Elizaveta Tuktamysheva | Rússia         | 192.57 | 64.88 (4)  | 127.69 (2)  |
| 4                 | Mai Mihara             | Japão          | 190.92 | 68.48 (3)  | 122.44 (4)  |
| 5                 | Rika Hongo             | Japão          | 181.75 | 63.63 (6)  | 118.12 (6)  |
| 6                 | Ashley Wagner          | Estados Unidos | 181.38 | 64.36 (5)  | 117.02 (7)  |
| 7                 | Karen Chen             | Estados Unidos | 179.39 | 58.28 (9)  | 121.11 (5)  |
| 8                 | Li Zijun               | China          | 172.40 | 61.32 (7)  | 111.08 (8)  |
| 9                 | Courtney Hicks         | Estados Unidos | 163.64 | 59.86 (8)  | 103.78 (9)  |
| 10                | Li Xiangning           | China          | 157.27 | 54.55 (11) | 102.72 (10) |
| 11                | Zhao Ziquan            | China          | 149.12 | 58.20 (10) | 90.92 (12)  |
| 12                | Joshi Helgesson        | Suécia         | 144.64 | 49.25 (12) | 95.39 (11)  |

### Duplas
| Pos.              | Nome                                   | Nacionalidade  | Pontos | PC        | PL         |
| ----------------- | -------------------------------------- | -------------- | ------ | --------- | ---------- |
| Medalha de ouro   | Yu Xiaoyu / Zhang Hao                  | China          | 203.76 | 72.49 (1) | 131.27 (1) |
| Medalha de prata  | Peng Cheng / Jin Yang                  | China          | 197.96 | 69.93 (3) | 128.03 (2) |
| Medalha de bronze | Lubov Ilyushechkina / Dylan Moscovitch | Canadá         | 191.54 | 71.28 (2) | 120.26 (3) |
| 4                 | Wang Xuehan / Wang Lei                 | China          | 182.02 | 66.45 (4) | 115.57 (4) |
| 5                 | Nicole Della Monica / Matteo Guarise   | Itália         | 176.38 | 66.39 (5) | 109.99 (7) |
| 6                 | Yuko Kavaguti / Alexander Smirnov      | Rússia         | 175.53 | 62.90 (6) | 112.63 (6) |
| 7                 | Mari Vartmann / Ruben Blommaert        | Alemanha       | 173.88 | 60.88 (7) | 113.00 (5) |
| 8                 | Jessica Pfund / Joshua Santillan       | Estados Unidos | 142.41 | 50.32 (8) | 92.09 (8)  |

### Dança no gelo
| Pos.              | Nome                                   | Nacionalidade  | Pontos | DC        | DL         |
| ----------------- | -------------------------------------- | -------------- | ------ | --------- | ---------- |
| Medalha de ouro   | Maia Shibutani / Alex Shibutani        | Estados Unidos | 185.13 | 73.23 (2) | 111.90 (1) |
| Medalha de prata  | Kaitlyn Weaver / Andrew Poje           | Canadá         | 181.54 | 73.78 (1) | 107.76 (2) |
| Medalha de bronze | Alexandra Stepanova / Ivan Bukin       | Rússia         | 177.41 | 72.09 (3) | 105.32 (3) |
| 4                 | Victoria Sinitsina / Nikita Katsalapov | Rússia         | 171.94 | 70.24 (4) | 101.70 (4) |
| 5                 | Natalia Kaliszek / Maksym Spodyriev    | Polônia        | 150.78 | 60.13 (5) | 90.65 (6)  |
| 6                 | Wang Shiyue / Liu Xinyu                | China          | 149.80 | 58.57 (6) | 91.23 (5)  |
| 7                 | Anastasia Cannuscio / Colin Mcmanus    | Estados Unidos | 141.17 | 53.43 (7) | 87.74 (7)  |
| 8                 | Song Linshu / Sun Zhuoming             | China          | 130.90 | 53.20 (8) | 77.70 (8)  |
| 9                 | Chen Hong / Zhao Yan                   | China          | 117.32 | 51.54 (9) | 65.78 (9)  |
| WD                | Alexandra Paul / Mitchell Islam        | Canadá         | —      | — (WD)    |            |

## Quadro de medalhas
| Ordem | País           | Medalha de ouro | Medalha de prata | Medalha de bronze |    | Ordem por total |
| ----- | -------------- | --------------- | ---------------- | ----------------- | -- | --------------- |
| 1     | China          | 1               | 2                |                   | 3  | 3               |
| 2     | Canadá         | 1               | 2                | 1                 | 4  | 1               |
| 3     | Rússia         | 1               |                  | 3                 | 4  | 1               |
| 4     | Estados Unidos | 1               |                  |                   | 1  | 4               |
| TOTAL | TOTAL          | 4               | 4                | 4                 | 12 | —               |